# Podoleni
Podoleni est une commune roumaine du județ de Neamț, dans la région historique de Moldavie et dans la région de développement du Nord-Est.

## Géographie
La commune de Podoleni est située dans le sud du județ, à la limite avec le județ de Bacău, sur la rive gauche de la Bistrița, dans les collines du piémont des Carpates, à 36 km au nord-ouest de Bacău et à 22 km au sud-est de Piatra Neamț, le chef-lieu du județ.
La municipalité est composée des deux villages suivants (population en 1992) :
- Negritești (534) ;
- Podoleni (5 180), siège de la municipalité.

## Politique
| Période                                  | Période  | Identité           | Étiquette | Qualité |
| ---------------------------------------- | -------- | ------------------ | --------- | ------- |
| Les données manquantes sont à compléter. |          |                    |           |         |
|                                          | 2012     | Neculai Stan       | PDL       |         |
| 2012                                     | En cours | Cristian Croitoriu | PSD       |         |

| Parti | Parti                           | Sièges |
| ----- | ------------------------------- | ------ |
|       | Parti social-démocrate (PSD)    | 10     |
|       | Parti national libéral (PNL)    | 4      |
|       | Parti Mouvement populaire (PMP) | 1      |

## Religions
En 2002, la composition religieuse de la commune était la suivante :
- Chrétiens orthodoxes, 99,60 %.

## Démographie
En 2002, la commune comptait 5 627 Roumains (99,98 %).
| 1992  | 2002  | 2007  |
| ----- | ----- | ----- |
| 5 714 | 5 628 | 5 684 |

## Communications

### Routes
Podoleni est située sur la route nationale DN15 Piatra Neamț-Bacău.

### Voies ferrées
La commune est desservie par la ligne de chemin de fer Piatra Neamț-Bacău.